# Jardín botánico de Huntsville
El Jardín botánico de Huntsville, en inglés: Huntsville Botanical Garden, es un jardín botánico de 112 acres (453,000 m²) de extensión, que se encuentra en Huntsville, Alabama. 
Su código de reconocimiento internacional como institución botánica (en el Botanical Gardens Conservation International BGCI), así como las siglas de su herbario es HUNTS. 

## Localización
Huntsville Botanical Garden 747 Bob Wallace Avenue, Huntsville Madison county, Alabama AL 35805 United States of America-Estados Unidos de América
Planos y vistas satelitales.34°42′25.2″N 86°37′58.8″O / 34.707000, -86.633000
El jardín botánico de Huntsville está catalogado como una de las atracciones turísticas más significativas de Alabama.

## Historia
La fundación "Huntsville Botanical Garden Foundation" fue creada en 1997. Está categorizada como asociación sin ánimo de lucro 501c(3) exenta de impuestos que solicite, reciba, invierta, mantenga y distribuya dones para el beneficio y crecimiento del Jardín.
El objetivo de la Fundación es fortalecer la colaboración entre la comunidad y el jardín mediante el desarrollo de un fondo de dotación fuerte. La parte más importante del fondo de dotación se invierte para generar un flujo de ingresos estable y confiable para ayudar a compensar los gastos operativos y de capital para el jardín, mientras que la mayor parte del capital se mantiene intacto para proporcionar soporte para las generaciones futuras.

## Colecciones
Actualmente el jardín botánico de Huntsville alberga 2754 accesiones de plantas en cultivo.
En los jardines hay una casa de mariposas estacional, así como jardines acuáticos, de plantas anuales, lirios de un solo día, hierbas helechos, plantas perennes, rosas y jardines de flores silvestres, así como una ruta de naturaleza y una colección de árboles de cornus de flor.
Entre las secciones más significativas del jardín destacan:
- Jardín Bíblico, donde se cultivan plantas que se mencionan en la Biblia
- Corredor Central - con jardín perenne, jardín acuático, de bulbos y el jardín de plantas anuales.
- Jardín de lirios de un día - con más de 675 cultivares de Hemerocallis.
- Sendero de los cornejos - numerosos cornejos de flor (Cornus florida), incluyendo un centenar de viejos cornejos trasplantados al lugar y situados en un sendero.
- Valle de los helechos - con unas 170 especies de helechos, incluyendo "Christmas Fern" (Polystichum acrostichoides), "Northern Maidenhair Fern" (Adiantum pedatum), "Southern Maidenhair Fern" (Adiantum capillus-veneris), "Sensitive Fern" (Onoclea sensibilis), "Royal Fern" (Osmunda spectabilis), y "Cinnamon Fern" (Osmundastrum cinnamomeum).
- Jardín de Hierbas - 14 jardines temáticos y casa de campo.
- Sendero de Naturaleza - caminos a través de un bosque indígena de tierras bajas del sudeste, con árboles como el "Black Tupelo" (Nyssa sylvatica), "Red Maple" (Acer rubrum), "Sycamore" (Platanus occidentalis), y "Sweetgum" (Liquidambar styraciflua), y plantas tapizantes bajo el dosel forestal como "Sweet William" (Phlox divaricata), "Wild Columbine" (Aquilegia canadensis), "Foamflower" (Tiarella cordifolia), "Scarlet Sage" (Salvia coccinea), "Bellflower" (Campanula americana), y "Black-eyed Susan" (Rudbeckia hirta).
- Jardín de verduras - con cuatro modelos de jardín para los jardineros aficionados.

## Referencias

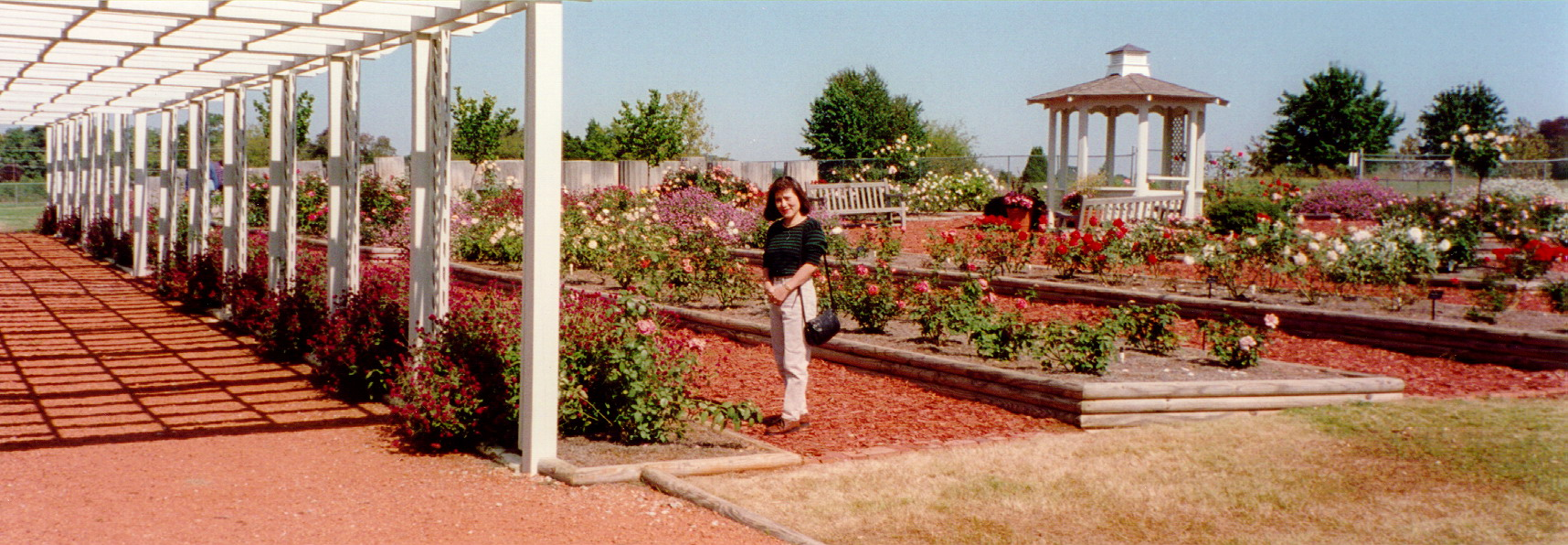